# Чарган
Чарган е село в Югоизточна България. То се намира в община Тунджа, област Ямбол.

## География
Намира се на 8 километра източно от град Ямбол в северната част на Бакаджиците.

## История
Селото се е намирало на съвсем друго място, на което сега се намира язовир – по черния път към село Могила. Имало е чума и селото се премества на сегашното си място. Името на Чарган произтича от думата чаргари, която означава овчари.

## Културни забележителности
Ежегодно тук се играят кукерски игри. Придружени с ритуали и съвременни скечове и пародии. Коледарите също не пропускат да дадат своя дял за съхраняването на българските традиции. Кукерската група е носител на Специалната награда от Международния фолклорен фестивал в град Раднево през 2007 година.

## Редовни събития
Съборът на селото е на 27 септември – Кръстовден.
Кукерските игри се провеждат около 19 февруари.

## Личности
В село Чарган е роден скулпторът Минчо Огнянов.

## Други

### Спорт
ФК „Чарган“ е футболен отбор от село Чарган. През сезон 1996/97 отборът достига до 1/16 финал на турнира за купата на България. Дългогодишен президент на клуба е Иван Чаргански. Стадионът се намира в подножието на връх Бакаджик.